# Krîșciînți, Tulciîn
Krîșciînți (în ucraineană Крищинці) este o comună în raionul Tulciîn, regiunea Vinnița, Ucraina, formată numai din satul de reședință.

## Demografie
Componența lingvistică a satului Krîșciînți
     Ucraineană (98,6%)
     Rusă (1,21%)
     Alte limbi (0,06%)
Conform recensământului din 2001, majoritatea populației satului Krîșciînți era vorbitoare de ucraineană (98,6%), existând în minoritate și vorbitori de rusă (1,21%).